# Ticomiro di Bulgaria
Ticomiro di Bulgaria (in bulgaro Тихомир?; in greco Τειχομηρὁς?, Teichomeros; ... – Skopje, 1040) fu un comandante militare bulgaro dell'XI secolo del thema del Dyrrachion.
È noto soprattutto per la sua partecipazione a una rivolta guidata più a nord dal nobile bulgaro Pietro Deljan, che era stato chiamato invece a sedare. Tuttavia, in seguito entrò in conflitto con Deljan e fu da lui ucciso nel corso di una congiura.

## Biografia
Ticomiro era un militare al servizio dell'impero bizantino attivo nel thema del Dyrrachion. L'insoddisfazione latente per le politiche fiscali oppressive adottate dai bizantini divenne sempre più palpabile nel 1040, finendo per venire cavalcata soprattutto da Pietro Deljan (forse più propriamente Odeljan), il quale sosteneva di essere figlio di Gavril Radomir, a sua volta figlio dello zar Samuele. Partendo da Belgrado, dove si auto-proclamò zar di Bulgaria, scatenò una grande rivolta che si diffuse anche in Bulgaria, suscitando delle preoccupazioni a Costantinopoli.
Lo stratego Basilio Sinadeno del Dyrrhachion radunò un esercito da quella regione e marciò per affrontare i ribelli, ma la sua posizione fu minata da uno dei suoi stessi sottoposti, Michele Dermocaites, che calunniò il suo superiore riferendo all'imperatore delle sue presunte insubordinazioni. Dermocaites assunse il comando delle truppe, ma perse rapidamente il sostegno i quali, essendo perlopiù slavi desideravano elevare un loro conterraneo, Ticomiro.

### Comandante
Le truppe di Ticomiro avevano inizialmente ricevuto gli ordini di recarsi verso nord a Belgrado e Margum, dove avrebbero dovuto attaccare Deljan. Al contrario, Ticomiro decise di stringere contatti con lui.
Ticomiro fu proclamato imperatore allo stesso modo di Deljan, ed entrambi convennero che sarebbe stato più opportuno coordinare i moti insurrezionisti. Deljan, inoltre, aspirava forse a comandare anche le forze di Ticomiro. Nonostante l'iniziale riavvicinamento, presto si verificarono delle incomprensioni e si decise di organizzare un'assemblea a Skopje per chiarire quale strategia seguire. L'incontro, però, ebbe degli esiti infausti e Ticomiro fu lapidato in quelle circostanze. Una fonte coeva sostiene che l'omicidio fosse stato consapevolmente pianificato da Pietro Deljan, consentendogli così di dichiararsi nuovamente imperatore nella città.
Dopo gli avvenimenti di Skopje, Pietro Deljan assunse il controllo dell'intero movimento e si impadronì poi di Durazzo, malgrado non sia nota se la sottrasse ai bizantini o se la avesse già prima presa a Ticomiro. Si può ipotizzare che, dopo l'uccisione di quest'ultimo, i suoi seguaci fossero a dir poco scontenti della gestione di Deljan. Alla fine, la rivolta venne definitivamente domata dai bizantini nel 1041.